# آلفرد آیورسن، سینیور
آلفرد آیورسن، سینیور (به انگلیسی: Alfred Iverson, Sr.) سناتور سابق عضو حزب دموکرات ایالات متحده آمریکا بود. وی در سال ۱۸۵۵ تا ۱۸۶۱ میلادی سناتور ایالت جورجیا در سنای ایالات متحده آمریکا بود.